# Hôľná Fatra
Hôľna Fatra je geomorfologický podcelek Velké Fatry.

## Vymezení
Nachází se v centrální části pohoří a zabírá i jižní část liptovské větve hlavního velkofatranského hřebene. Obklopují ho podcelky Velké Fatry, jen jižní hranice sousedí se Starohorskými vrchy. Západně se nachází Bralná Fatra, na severozápadě podcelek Lysec, severně Šiprúň, východně Revúcké podolie a jihovýchodně Zvolen.

## Významné vrcholy
- Ostredok 1596 m n. m. – nejvyšší vrchol
- Frčkov 1585 m n. m.
- Krížna 1574 m n. m.
- Rakytov 1567 m n. m.
- Suchý vrch 1550 m n. m.
- Ploská 1532 m n. m.
- Smrekovica 1532 m n. m.
- Borišov 1510 m n. m.
- Malá Smrekovica 1485 m n. m.
- Skalná Alpa 1463 m n. m.

## Významná sedla
- Ploskej
- Sedlo pod Čiernym kameňom
- Prašnické sedlo
- Prašnické východní
- Rakytovské jižní
- Rakytovské severní
- Rybovské
- Veľký Šturec

## Ochrana přírody
Celé území podcelku patří do Národního parku Velká Fatra, resp. jeho ochranného pásma. Z velkého množství maloplošných chráněných území tady leží např. národní přírodní rezervace Kundračka, Skalná Alpa, Čierny kameň, Borišov či Suchý vrch, přírodní rezervace Smrekovica a Biela skala a přírodní památka Majerova skala.

## Turistika
Centrální část Velké Fatry oplývá množstvím turisticky atraktivních lokalit, které jsou přístupné značenými turistickými cestami. Z údolí vedou na hřeben a vrcholy značené turistické trasy, které jsou napojené na hlavní magistrály. Jednou z nich je Cesta hrdinů SNP, vedoucí ze sedla Malý Šturec směrem na Donovaly přes Krížnou. Z jejího vrcholu vede severním směrem hlavní velkofatranská magistrála, která se na vrcholu Ploské rozděluje a kopíruje hřebeny turčianské a liptovské větve.